# Pedro Pablo Atusparia
Pedro Pablo Atusparia Ángeles (Huaraz, 29 de junio de 1840 - Marián, 25 de agosto de 1887) fue un líder indígena peruano. Condujo la Rebelión de Huaraz en 1885.

## Biografía

### Infancia
El historiador huaracino Santiago Maguiña apunta que, Atusparia nació en la ciudad de Huaraz, de padre desconocido, fue hijo de María Mallqui, una empleada del hogar que trabajaba en el local comercial de la familia Zénder Taboada en el Jirón Sucre 201. La señora Emperatriz Zénder decidió encargar la crianza del pequeño a María Ángeles, ama de leche de la casa y natural del caserío de Tuquipayoc, esta era esposa de Cayetano Atusparia, del pueblo de Marián, quienes terminarían por adoptarlo legítimamente.

### Rebelión de Huaraz
Fue alcalde pedáneo del centro poblado de Marián, al este de la ciudad de Huaraz. En febrero de 1885, fue elegido delegado de 39 alcaldes enviados por los campesinos de diferentes centros poblados del Callejón de Huaylas, con la finalidad de presentar un memorial al prefecto de Áncash, Francisco Noriega, en el documento los centros poblados indígenas solicitaban la exoneración de la «Contribución Personal Indígena» y del «Impuesto de la República», a la vez denunciaban el mal trato por parte de los gamonales quienes les habían arrebatado sus tierras y que los bajos salarios no compensaban el alto costo de vida originado por la crisis económica que atravesaba el Perú luego de la Guerra del Pacífico. No obstante, Noriega no atendió dichas solicitudes y ordenó la detención de Atusparia y posterior tortura. Ante estos hechos, a finales de febrero, los alcaldes acompañantes solicitaron que se libere a su líder y se enfrentaron al prefecto encargado en ese momento: Javier Collazos, quien ordena liberarlo, no sin antes cortar sus trenzas y las de sus seguidores. Esto constituía una afrenta al símbolo ancestral de nobleza y autoridad.
El 3 de marzo de 1885, los pobladores decidieron rebelarse. Liderados por Atusparia y Pedro Cochachin, tomaron Huaraz luego de dos días de enfrentamientos contra la gendarmería, armados con piedras, machetes y picas. José Collazos (teniente gobernador) conociendo que la desproporción del número de hombres era descomunal y lo desfavorecía, huyó amparado por la noche. Atusparia trató de controlar a sus hombres, y evitó que se saquearan la mayoría de las propiedades, pero no pudo evitar que se saquearan los comercios de los chinos. Ya por la noche cercaron la ciudad con campamentos en los cerros contiguos.
Esta situación duró varios meses hasta que desde Lima se envió un contingente al mando del coronel José Iraola. Los militares fueron repelidos por Pedro Cochachin. Sin embargo, reorganizados, avanzaron nuevamente sobre Yungay y Huaraz recuperándolas de manos de los rebeldes.
Muerte
Atusparia fue reconocido como líder hasta que fue herido y apresado. Tuvo una entrevista en Lima con Andrés Avelino Cáceres. No obstante, de regreso a Marián, Atusparia murió el 25 de agosto de 1887, posiblemente a causa del tifus, según los historiadores Manuel Reina Loli y Augusto Alba Herrera una epidemia de este mal asoló Unchus y Marián en ese año.
Los más radicales, comandados por Pedro Cochachin continuaron la rebelión. Este sólo aceptó en sus filas a naturales que hablaran quechua como única lengua, reclamó el retorno de los Incas y rechazó todo lo occidental utilizando un discurso milenarista hasta que fue capturado y ejecutado en septiembre de 1885.[cita requerida]

## Homenajes
Su gesta y nombre han sido reivindicados como parte de la lucha contra la explotación de campesinos, que culminó con la reforma agraria de Juan Velasco Alvarado (1910-1977), que dio un estatus de ciudadano a los peones de haciendas.
- Barrio de Atusparia, en la ciudad de Chacas, Áncash.

- Colegio Amauta Atusparia, en Chacas.

- Colegio Atusparia, en el distrito de Magdalena del Mar (Lima).

- Colegio n.º 10878 "Pedro Pablo Atusparia", en el distrito de José Leonardo Ortiz (Lambayeque).

- Urbanización Atusparia, en el distrito de San Juan de Lurigancho (Lima).

- Estatua conmemorativa de la liberación de Pedro Pablo Atusparia por los campesinos de Huaraz, en la plaza mayor de Huaraz.

- Colegio N.º 88227  Pedro Pablo Atusparia , en Nuevo Chimbote

- Colegio 88134 Pedro Pablo Atusparia, Yánac

, Corongo, Áncash.
- Colegio Pedro Pablo Atusparia, en Huaraz Ancash, ubicado a orillas del rio Santa, puente calicanto, frente al centro penitenciario de Huaraz y a 50 metros del estadio rosas pampa.

## En la cultura
Atusparia es el personaje principal de un drama homónimo escrito por el literato peruano Julio Ramón Ribeyro.